# Tethysbaena scabra
Tethysbaena scabra är en kräftdjursart som först beskrevs av Pretus 1991.  Tethysbaena scabra ingår i släktet Tethysbaena och familjen Monodellidae. Inga underarter finns listade i Catalogue of Life.